# Kvalitet (skak)
 For alternative betydninger, se Kvalitet (flertydig). (Se også artikler, som begynder med Kvalitet)
I skak benyttes udtrykket kvalitet om en afbytning af brikker, som medfører, at den ene part mister et tårn (som er en tung officer), mens modstanderen mister en let officer, altså en løber eller en springer.
Eftersom et tårns værdi alt andet lige kan sættes til 5 bønder, mens en let officer svarer til 3 bønder, vil en sådan gensidig transaktion medføre, at tårnets ejer mister materiale svarende til at tabe 2 bønder.
Afhængigt af, hvorledes dette finder sted, taler man om at
- vinde en kvalitet henholdsvis miste en kvalitet, hvis det sker som følge af den ene parts overlegne spil, f.eks. ved et etablere en gaffel eller foretage et afdækkertræk.
- ofre en kvalitet eller give en kvalitet, hvis spilleren bevidst og planlagt slår en dækket let officer med et tårn for at opnå en anden fordel, der vurderes til mindst at give kompensation for den materielle uligevægt.

Sådanne transaktioner forekommer hyppigt i praktisk spil og fortrinsvis i midtspillet. Enten fordi man mister en kvalitet som følge af en kombination fra modstanderen, som man har overset eller ikke har kunnet imødegå i tide, eller fordi man bevidst og planlagt vælger at ofre et tårn for en let officer for at ødelægge modstanderens stilling. At ofre en kvalitet er ikke så risikabelt i denne fase af spillet, hvor tårnene ofte i forvejen er mindre aktive på grund af, at der er mange bønder tilbage på brættet. Til gengæld er det nødvendigt, at den fordel, der sigtes efter, opnås inden slutspillet, for der vil den materielle fordel oftest vise sig afgørende for spillets udfald.